# Kansas Speedway

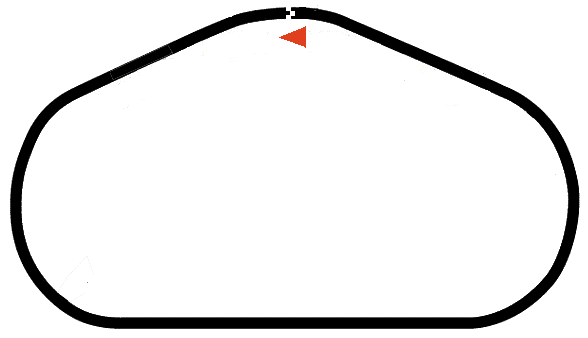
Mapa do Kansas Speedway

Kansas Speedway é um circuito oval localizado em Kansas City no estado do Kansas nos Estados Unidos.
Possui 1.5 milhas ou 2.4 kms de extensão com 15° de inclinação nas maiores curvas e 10° na curva do tri-oval, foi inaugurado em 2001 e tem uma capacidade de receber 80 mil espectadores. Foi projetado pela HNTB que também projetou o Chicagoland Speedway, ela tem um formato semelhante ao Kentucky Speedway.
O circuito recebe etapas da NASCAR, Nextel Cup, Busch Series e Craftsman Truck Series, e também da Indy Racing League.